# Крамниця за рогом (фільм, 1937)
«Крамниця за рогом» — американський романтичний комедійно-драматичний фільм 1940 року, знятий Ернстом Любічем з Маргарет Саллаван, Джеймсом Стюартом і Френком Морганом у головних ролях. Сценарій написав Самсон Рефелсон на основі угорської п'єси Міклоша Ласло «Парфумерія» 1937 року.   Фільм розповідає про двох працівників магазину шкіряних виробів у Будапешті, Клару та Альфреда, які ледве терплять один одного на роботі, не усвідомлюючи, що кохають один одного через анонімне листування. За мотивами фільму у 1998 році вийшла романтична комедія «Вам лист» з Томом Генксом і Мег Раян у головних ролях.
«Крамниця за рогом» займає 28 місце в рейтингу AFI 100 найкращих фільмів про кохання і входить до списку 100 фільмів всіх часів за версією журналу Time.  У 1999 році Бібліотека Конгресу відібрала фільм для збереження в Національному реєстрі фільмів США як «культурно, історично чи естетично значущий».    Оскільки події фільму відбуваються напередодні Різдва, «Крамниця за рогом» неодноразово потрапляв у списки найкращих різдвяних фільмів. 

## Сюжет

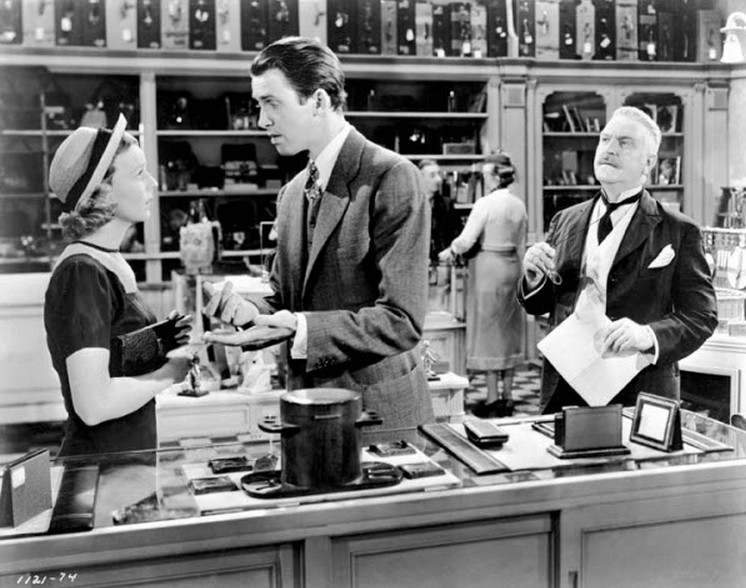
Маргарет Саллаван, Джеймс Стюарт і Френк Морган у фільмі «Крамниця за рогом».

Події фільму розгортаються в крамниці шкіряних товарів та розповідають про взаємовідносини працівників. В центрі сюжету Альфред Кралік (Джеймс Стюарт), досвідчений продавець, та Клара Новак (Маргарет Саллаван), дівчина яку містер Матушек наймає працювати пліч-о-пліч з Альфредом. 

## Акторський склад

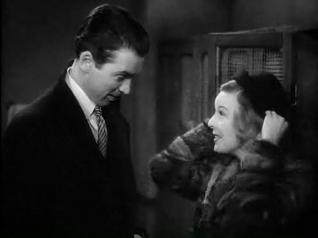
Джеймс Стюарт і Маргарет Саллаван

- Маргарет Саллаван у ролі Клари Новак
- Джеймс Стюарт у ролі Альфреда Кларіка
- Френк Морган у ролі Хью Матушека
- Джозеф Шильдкраут у ролі Ференца Вадаса
- Сара Гейден у ролі Флори Качек
- Фелікс Брессарт у ролі Піровіча

## Рецепція

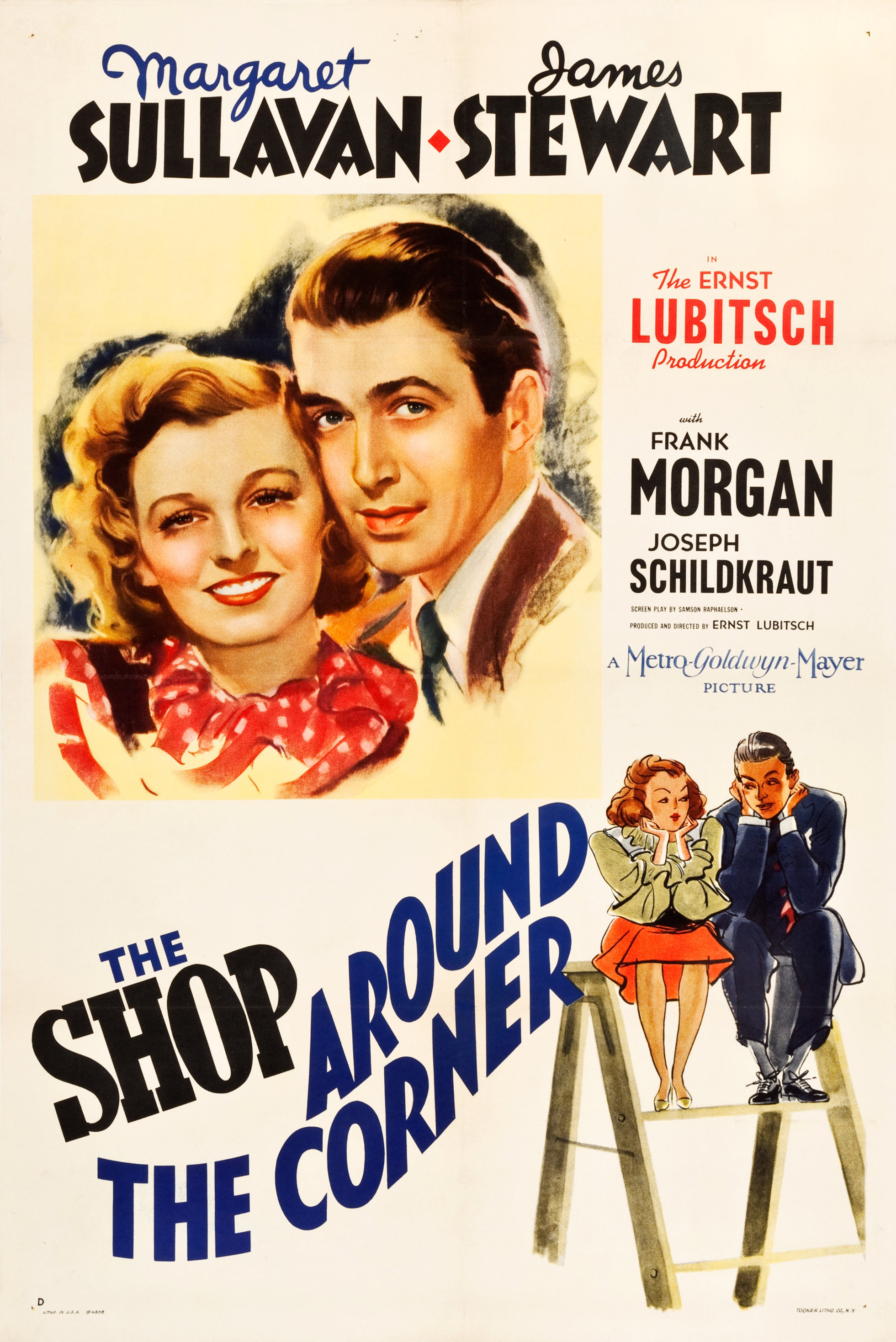
Афіша альтернативного показу в кінотеатрах

«Крамниця за рогом» має 99% оцінку на Rotten Tomatoes на основі 93 відгуків і рейтингом 8,8/10. Консенсус критиків вважає, що «фільм є романтичною комедією в найкращому розумінні цього слова».  Дейв Кер стверджував, що Любіч «дозволяє аудиторії проникнути в сприйняття кожного персонажа саме в потрібний момент, щоб розвинути максимальну симпатію та напругу». Він посів 202 місце в рейтингу Британського кіноінституту за 2012 рік серед найкращих фільмів усіх часів, отримавши вісім голосів критиків.  Робота також посіла 58 місце в рейтингу найкращих американських фільмів BBC 2015 року. 

## Адаптації
«Крамниця за рогом» була адаптована до радіоспектаклю та представлена у двох півгодинних радіотрансляціях, перша 29 вересня 1940 року з Маргарет Саллаван і Джеймсом Стюартом,  друга 26 лютого 1945 року з Ваном Джонсоном і Філліс Такстер. Його також було постановлено як одногодинну п'єсу в радіотеатрі Lux Radio Theatre 23 червня 1941 року з Клодетт Кольбер і Доном Аміче у головних ролях.

## Ремейки
У фільмі «Вам лист» (1998) з Томом Хенксом і Мег Раян розповідається про двох людей, які ненавидять одне одного у повсякденному житті, але закохуються один в одного за допомогою анонімного листування в інтернеті. У фільмі використовуються елементи сюжету та діалоги, схожі на фільм 1940 року, особливо під час першого побачення. У титрах до фільму «Вам лист» згадується Міклош Ласло як автор п'єси «Парфумерія» (на основі якої засновано фільм 1940 року). На відміну від попереднього фільму, де події розгортаються у крамниці шкіряних товарів, головна героїня Мег Раян володіє книгарнею під назвою «Крамниця за рогом».